# Обсерватория имени Феликса Агилара
Обсерватория им. Феликса Агилара — астрономическая обсерватория, основанная в 1965 году на окраине города Сан-Хуан (Аргентина) и в Эль-Леонсито, Сан-Хуан (провинция, Аргентина), Аргентина. В том же парке расположена ещё одна обсерватория: Астрономический комплекс Эль-Леонсито. Находится под управлением en:National University of San Juan.

## История обсерватории
В 1947 году в Ликской обсерватории были начаты исследования строения Млечного Пути. Для этого были необходимы определения собственных движений звезд, как северного, так и южного полушарий. В 1960 году Йельский университет получил финансирование в размере 750 тыс. долларов США для постройки южной наблюдательной станции. Было выбрано данное место в обсерватории им. Феликса Агилара (OAFA), созданной в 1965 году и до 1990 года называлась «Обсерватория Эль-Леонсито». Там была создана Йельско-Колумбийская южная обсерватория (Yale-Columbia Southern Observatory, YCSO). Первый обзор южного неба был проведен в период с 1965 по 1974 года, при финансовой поддержке Национального научного фонда (NSF). В течение этого периода из Военно-морской обсерватории США (USNO) переехал меридианный круг в Эль Леонсито для того что бы продлить их звездный каталог в южное полушарие. В 1974 году, после завершения проекта, меридианный круг вернулся в USNO. Вскоре Колумбийский университет вышел из проекта YCSO и 23 января 1975 года обсерватория стала называться Йельской южной обсерваторией (Yale Southern Observatory). В 1990 году «Обсерватория Эль-Леонсито» стала носить название «Estación Astronómica Carlos Ulrico Cesco (EACUC)» в честь внесшего большой вклад в развитие астрономии доктора Cesco. Сейчас обсерватория носит имя Феликса Агилара (Félix Aguilar), являвшегося директором Обсерватории Ла-Плата.

## Инструменты обсерватории
- Двойной астрограф (2 трубы с апертурой D = 50.8см)
- Лазерные дальномеры ИСЗ

## Основные достижения
- Открытие 63 новых нумерованных астероидов с 1967 по 1990 года[1]

## Известные сотрудники
- 1963 - 1966 - Джексон, Кирилл - был директором «Columbia Southern Observatory at El Leoncito»
- es:Juan A. Bussolini
- Бернхард Доусон[исп.] - участвовал в основании обсерватории ещё в 1948 году

## Адреса обсерватории
- На окраине города Сан-Хуан (Аргентина) - 31°30′34″ ю. ш. 68°37′26″ з. д.HGЯO
- Эль-Леонсито, Сан-Хуан (провинция, Аргентина), Аргентина - Yale-Columbia Southern Observatory, YCSO